# Portes de la médina de Sfax

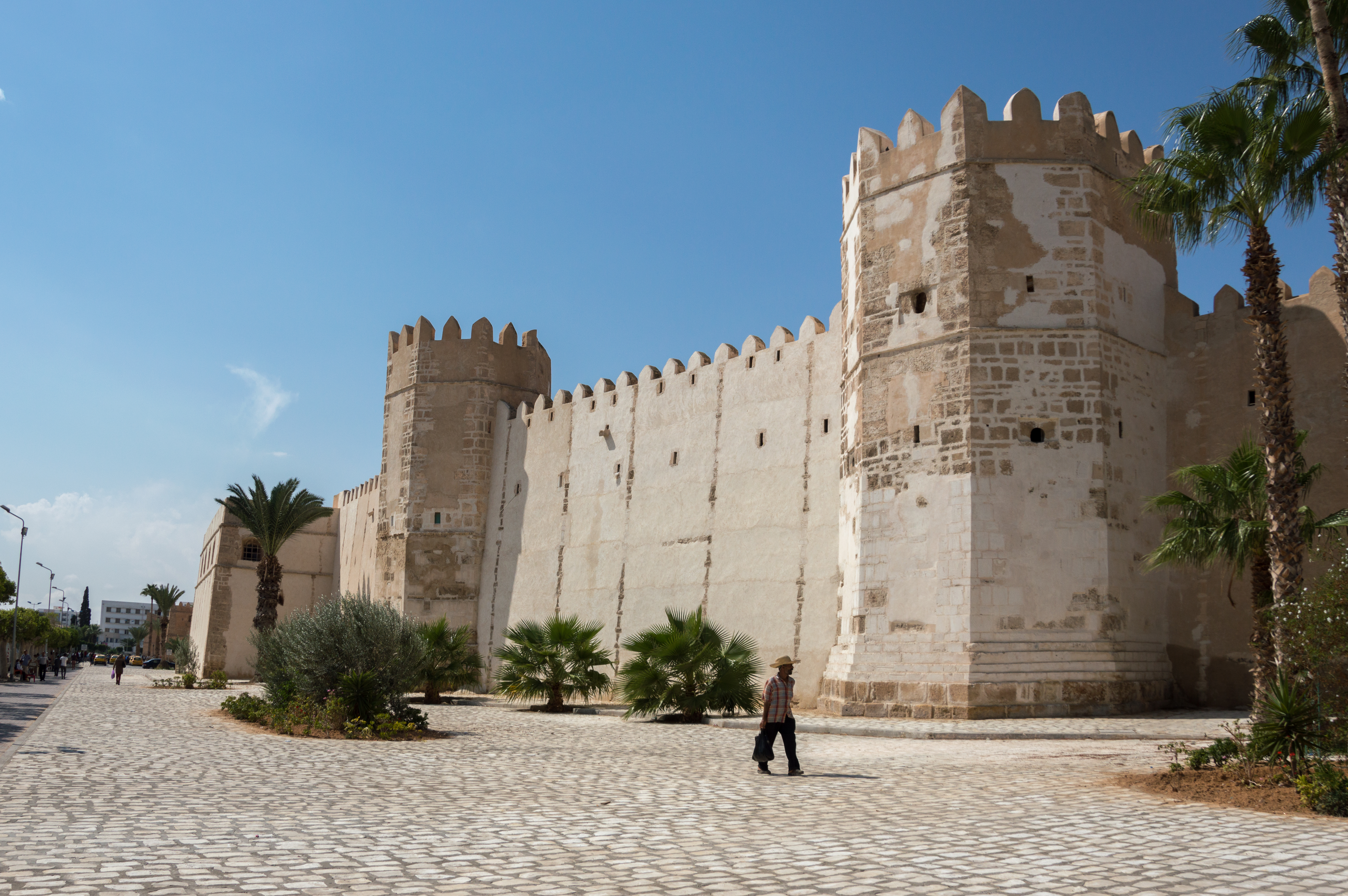
Murailles de la médina de Sfax.

Les portes de la médina de Sfax sont les différents points d'accès de la médina de Sfax à travers les remparts qui l'entourent. Elles sont constituées de neuf portes dont deux médiévales et sept construites au XXe siècle.

## Portes médiévales
Auparavant, la médina ne compte que deux entrées historiques : Bab Diwan au centre de la façade méridionale des murailles et Bab Jebli au nord. C'est la situation géographique de la ville limitée par les mares au niveau de la façade orientale et par une lagune sur son flanc ouest qui a imposé cette limitation à deux entrées uniques. L'actuelle rue Mongi-Slim, appelée aussi Zuqaq El-Marr (arabe : زقاق المار) ou rue du Passage, renforce l'artère principale de la médina et constitue la voie la plus courte et la plus rapide pour passer d'une porte à l'autre. Elle lui est parallèle, mais légèrement décalée vers l'est. Autour de chacune de ces deux entrées, et surtout pour celle du nord qui met la médina en relation avec son arrière-pays, il existe une concentration importante de commerces représentés essentiellement par les fondouks. Pour l'entrée du sud, elle la met en relation avec le trafic maritime.
Il n'y a aucune indication dans la littérature qui contre-indique l'hypothèse de la médina à deux portes, mais l'existence de deux saillies sur le prolongement de l'axe est-ouest pouvant être des vestiges d'une ancienne entrée remet en question cette déduction longtemps admise.
| Illustration | Nom de la porte | Histoire | Position | Coordonnées                  |
| ------------ | --------------- | --- | --- | ---------------------------- |
|              | Bab Diwan       | Ouverte au milieu du IXe siècle, reconstruite en 1306 par les Hafsides puis restaurée en 1619, en 1646, en 1748 et au XXe siècle                      | Cette porte est aménagée au milieu de la face sud des remparts entre Bab El Kasbah à l'ouest et Bab Borj Ennar à l'est. De l'intérieur, l'aboutissement de Bab Diwan mène vers une placette en face de la mosquée El Ajouzine alors que, de l'extérieur, cette porte ouvre sur la grande place de Bab Diwan. Autrefois, elle ouvrait directement sur la côte méditerranéenne. | 34° 44′ 05″ N, 10° 45′ 44″ E |
|              | Bab Jebli       | Ouverte par les Aghlabides au milieu du IXe siècle puis reconstruite en 1419 et par la suite restaurée en 1756 et 1809 sous le règne des Husseinites, | Cette porte est aménagée au centre de la face nord des remparts entre Bab Nahj El Bey et Bab Jebli Jedid. Cette entrée ouvre à l'intérieur sur un marché aux légumes adossé à la mosquée Bou Chouaïcha et, à l'extérieur, sur un marché couvert aménagé en face des remparts.                                                                                                 | 34° 44′ 15″ N, 10° 45′ 35″ E |

## Portes contemporaines
Percées au cours du XIXe siècle et du XXe siècle, les portes contemporaines sont édifiées afin de décongestionner la médina et promouvoir l'échange avec l'arrière-pays.
| Illustration | Nom de la porte | Histoire                                                                                   | Position | Coordonnées                  |
| ------------ | --------------- | ------------------------------------------------------------------------------------------ | --- | ---------------------------- |
|              | Bab Borj Ennar  | Ouverte au début du XXe siècle                                                             | Cette porte est aménagée à l’est de la face sud des remparts et donnant accès à Borj Ennar, un dispositif défensif fortifié occupant l’angle sud-est de l’enceinte de la médina,. Étant donné la topographie légèrement accidentée du site, on accède à cette ouverture à travers un escalier qui donne sur un parking au pied des remparts, jouxtant l'avenue Ali-Belhouane. | 34° 44′ 07″ N, 10° 45′ 47″ E |
|              | Bab Charki      | Ouverte en mars 1965,                                                                      | Cette porte est aménagée au milieu de la face orientale des remparts ouvrant sur le jardin d'Oran et les locaux de la Société nationale des chemins de fer tunisiens via le boulevard de l'Armée nationale. De l'intérieur, elle mène vers la rue de la Driba à travers un escalier,. Présentant un arc en plein cintre, cette ouverture constitue l'extrémité oriental de l'axe médian est-ouest qui découpe longitudinalement le tissu urbain de la médina.                                        | 34° 44′ 15″ N, 10° 45′ 50″ E |
|              | Bab Gharbi      | Ouverte en 1936 et restaurée en 1960                                                       | Cette porte est aménagée au milieu de la face ouest des remparts ouvrant sur le quartier de Picville via l'avenue du 18-Janvier. Cette porte présente l'extrémité ouest de l'axe médian est-ouest qui découpe longitudinalement le tissu urbain de la médina de Sfax. | 34° 44′ 06″ N, 10° 45′ 27″ E |
|              | Bab Jebli Jedid | Ouverte aux débuts du XXe siècle pendant la période du caïdat de Mohamed Sadok El Jallouli | Cette porte est aménagée au milieu de la face nord des remparts entre Bab Jebli et Bab El Ksar. De l'extérieur, cette porte constituée de deux ouvertures adjacentes ouvre sur une grande place abritant la gare routière de Bab Jebli. | 34° 44′ 14″ N, 10° 45′ 32″ E |
|              | Bab El Kasbah   | Ouverte à la fin du XIXe siècle et restaurée en 1960                                       | Cette porte est aménagée à l’ouest de la face sud des remparts et donnant accès à une place adossée à la kasbah de Sfax. L'accès à la médina à travers cette porte mène vers une grande place délimitée par la mosquée Sidi Ilyes en face, le mausolée du cheikh Mefteh et la médersa Abbassiyya à l'est et par la kasbah, dont elle porte le nom, à l'ouest. À l'extérieur, Bab El Kasbah donne sur la place de la Résistance, le jardin de Dakar et le lycée technique via l'avenue Ali-Belhouane. | 34° 44′ 00″ N, 10° 45′ 34″ E |
|              | Bab El Ksar     | Ouverte au début du XXe siècle                                                             | Cette porte est aménagée à l’ouest de la face nord des remparts et donnant accès au Borj El Ksar, un dispositif défensif occupant l’angle nord-ouest de l’enceinte de la médina. Étant donné la topographie légèrement accidentée du site, on accède à cette ouverture à travers un escalier qui donne sur la gare routière de Bab Jebli et Feskiyet El Fendri, une citerne d’origine aghlabide accolée à la muraille du Borj El Ksar,.                                                              | 34° 44′ 12″ N, 10° 45′ 26″ E |
|              | Bab Nahj El Bey | Ouverte au début du XXe siècle                                                             | Cette porte est aménagée dans la face nord des remparts, quelques dizaines de mètres à l'est de Bab Jebli. Étant donné la topographie légèrement accidentée du site, on accède à cette ouverture à travers un escalier, reliant Nahj El Bey (actuelle rue Mongi-Slim) avec les souks aménagés en face des remparts. | 34° 44′ 15″ N, 10° 45′ 37″ E |